# Панк-Селіште
Панк-Селіште (рум. Panc-Săliște) — село у повіті Хунедоара в Румунії. Входить до складу комуни Добра.
Село розташоване на відстані 322 км на північний захід від Бухареста, 30 км на захід від Деви, 130 км на південний захід від Клуж-Напоки, 100 км на схід від Тімішоари.

## Населення
За даними перепису населення 2002 року у селі проживали 87 осіб, усі — румуни. Усі жителі села рідною мовою назвали румунську.